# Bálint Balassi
Bálint Balassi, Barão de Kékkő e Gyarmat (em húngaro:  Báró gyarmati és kékkői Balassi Bálint, anteriormente Balassa, Balássa ou Balázsa; Zvolen, 20 de outubro de 1554 — Esztergom, 30 de maio de 1594) foi um poeta lírico do Renascimento húngaro, que escreveu principalmente em húngaro, mas também foi proficiente em outros oito idiomas: latim, italiano, alemão, polonês, turco, eslovaco, croata e romeno. É o fundador da moderna poesia lírica e da poesia erótica da Hungria.

## Biografia
Balassi nasceu em Zólyom, na Hungria Real (atual Zvolen, na Eslováquia) e foi educado pelo bispo luterano Péter Bornemisza e por sua mãe, a superdotada protestante, Anna Sulyok.
Sua primeira obra foi a tradução de Würtzgertlein fur die krancken Seelen ..., de Michael Bock (publicada em Cracóvia), para consolar seu pai durante o exílio polonês, condenado por ofensas políticas (1570-1572). Na reabilitação de seu pai, Bálint o acompanhou à Corte e também, em 26 de setembro de 1572, esteve presente na dieta da coroação de Rodolfo II em Pressburg (atual Bratislava), capital da Hungria Real. Depois se juntou ao exército e lutou contra os otomanos, como um oficial, na fortaleza de Eger, no nordeste da Hungria. Ali ele se apaixonou por Anna Losonczi, a filha de um capitão de Timișoara, e em seus versos, fica claro que seu amor não foi correspondido.
Naturalmente, Balassi só começou a perceber o quanto amava Anna quando a perdeu. Ele a perseguiu com presentes e versos, mas ela permaneceu fiel a seus votos matrimoniais, e ele só pôde consagrar sua memória em versos imortais.
Em 1574 Balassi foi enviado ao acampamento de Gáspár Bekes para ajudá-lo na luta contra Estêvão Báthory, mas suas tropas foram atacadas e se dispersaram pelo caminho. Ele próprio foi ferido e feito prisioneiro. Seu cativeiro não muito rigoroso durou dois anos, durante o qual ele acompanhou Báthory, até este ser coroado Rei da Polônia. Retornou à Hungria logo após a morte de seu pai, János Balassi.
Em 1584 Balassi casou com sua prima, Krisztina Dobó, filha do valente comandante, István Dobó de Eger. Isso se tornou a causa de muitas de suas desgraças subsequentes. Os parentes gananciosos de sua esposa quase o arruinaram com processos legais, e quando em 1586 ele se tornou católico para escapar de perseguições, caluniaram-no dizendo que ele e seu filho tinham abraçado o islamismo. A separação de sua esposa e problemas legais foram seguidos por alguns anos de incertezas, mas em 1589 Balassi foi convidado para ir à Polônia para servir na guerra iminente contra o Império Otomano. Isto não ocorreu e depois de um período no Colégio dos Jesuítas de Braunsberg, Balassi, um pouco decepcionado, voltou para a Hungria em 1591. Na Grande Guerra ele se juntou ao Exército e morreu no cerco a Esztergom no mesmo ano como consequência de uma grave ferida nas pernas causada por uma bala de canhão. Ele está enterrado em Hybe, atualmente na Eslováquia.
Os poemas de Balassi dividem-se em quatro tipos: hinos, canções patrióticas e marciais, poemas de amor originais e adaptações do latim e do alemão. São na maioria originais, extremamente objetivos e tão excelentes do ponto de estilo, que é difícil até imaginá-lo um contemporâneo de Sebestyén Tinódi Lantos e de Péter Ilosvay. Os seus poemas eróticos são suas melhores produções. Eles circularam em manuscritos por gerações e nunca foram impressos até 1874, quando Farkas Deák descobriu uma cópia perfeita deles na biblioteca Radványi.

## Prêmio literário
A Espada Comemorativa “Bálint Balassi” é um Prêmio literário europeu, fundado em 1997 por Pal Molnar, em Budapeste, Hungria, em reconhecimento às figuras eminentes da poesia húngara que enobrecem a literatura húngara, assim como os poetas europeus que se dedicam à tradução da lírica de Bálint Balassi.